# 第45号交响曲 (海顿)
海顿的升f小调第四十五交响曲（Hob. I:45）作于1772年，被称为“告别交响曲”（德語：Abschieds-Symphonie）。当时，海顿在埃施特哈齐家族服务于尼古拉斯一世。

## 传说
据海顿的传记作者描述，这部交响曲的创作背景是这样的。当时，尼古拉斯一世居住在他最喜欢的埃斯特哈希夏日行宫，携带着他所有的乐手和随从。埃斯特哈希宫位于匈牙利乡村，距离埃施特哈齐家族的根据地艾森施塔特大约有一天的路程。在行宫逗留的时间比预期的要长，大部分乐手被迫把他们的妻子留在艾森施塔特的家中。乐手们渴望回家，于是向海顿求助。海顿没有直接提出请求，而是将它融入了交响曲的音乐中：在终曲的慢板中，乐手有序陆续停止演奏，掐灭了谱台上的蜡烛，然后依次离开。全曲终时，只剩下两把上了弱音器的小提琴。尼古拉斯一世似乎明白了其中的意思，演出的第二天，一行人就回到了艾森斯塔特。

## 配器
木管乐器：
2 双簧管
1 大管（第四乐章）
铜管乐器：
1 第一圆号（A/A/F♯/A调）
1 第二圆号（E/A/F♯/E调）
弦乐器：
第一小提琴
第二小提琴
中提琴
大提琴
低音提琴

## 结构
本交响曲一共四个乐章，但终曲的尾声（柔板）也可以看成一个独立的第五乐章。
1. Allegro assai 很快的快板，
 拍
2. Adagio 柔板，A大调，
 拍
3. Menuet e Trio: Allegretto 小步舞曲与三声中部：小快板，升F大调，
 拍
4. Finale: Presto 终曲（英语：Finale (music)）：急板，
 拍
——Adagio 柔板，A大调，
 拍

全曲演奏通常耗时25分钟左右。

### 第一乐章
很快的快板，升f小调，
 拍，奏鸣曲式。
不稳定的第一乐章以海顿狂飙突进时期的典型方式开始。第二小提琴的切分音，木管的保持和弦，与第一小提琴的小调下行琶音形成对比。该乐章在结构上可以用奏鸣曲式的形式来解释，但它在许多方面偏离了标准模式。例如，在再现部之前，引入了新的材料；而在更传统的作品中，它可能被用作展开部的第二主题。
您的浏览器不支持播放音频。您可以下载音频文件。

### 第二乐章
柔板，A大调，
 拍，三段体或奏鸣曲式。
第二乐章像一首温柔的小歌，温柔、轻盈、令人难忘。整个乐章以弦乐器演奏为主。乐曲开始，由带弱音器的小提琴奏优美的旋律，气氛安详而恬静。两把双簧管有自成一套的旋律，丰富了音色。

### 第三乐章
小步舞曲与三声中部：小快板，升F大调，
 拍。
小步舞曲的速度为小快板，风韵典雅，活力又不失优雅，富有戏剧性强弱变化。乐章刚开始，安定的情调随即被不协和的还原D干扰，跨小节的切分音让节奏显得不稳定。三声中部中两支圆号的重奏，旋律取自用于格里高利圣咏耶利米的哀歌，情绪并不愉快。

### 第四乐章
终曲：急板，
 拍。
由急板和“告别”慢板组成的双终曲，完全是渐进式的，告别程序逐渐有系统地将合奏缩减为两把独奏的弱音器小提琴。然而，与前三个乐章相比，这个乐章的音乐语言是正常的。F小调的急板，从许多方面来看都是当时典型的交响乐终曲，具有非常明显的奏鸣曲形式，只是再现部在最后一刻中断，回到了结构上的导音（升C）。这并没有解决，而是突然进入A大调的平静的“告别”乐段。
告别乐段分为两个主要部分：
- A大调的二段体，在其两个部分的末尾，“告别”主题本身由双簧管和圆号奏出。有一个低音提琴的转调过门（英语：Transition (music)），也是以告别主题为基础的。
- 升F大调的压缩再现和尾声。它“夺回”了急板结尾的主音。与小步舞曲不同，升F大调的结尾部分解决了前面的音乐。这种解决不仅是调性上的，而且是形式上和姿态上的。音乐变得越来越自然调性化。最后一节，两把上了弱音器的小提琴和中提琴演奏，没有一个临时变音记号。最后的小节又回到了“告别”主题本身。这种形式与海顿的任何其他乐章一样具有逻辑性和连贯性。[2]

## 在维也纳新年音乐会
2009年维也纳新年音乐会，由巴伦博伊姆指挥维也纳爱乐乐团，为纪念海顿逝世200周年，音乐会以海顿《第四十五交响曲》的终曲结尾。这场音乐会开了个音乐玩笑。一批批乐手以幽默的方式，不理会指挥，离开舞台，巴伦博伊姆则夸张地表现出困惑和吃惊。结尾，两个小提琴声部的首席完成演奏并溜走，巴伦博伊姆手拿指挥棒，一个人站在空荡荡的舞台上，一脸的恐惧、不解、愠怒和绝望。